# Nicolás Romat
Nicolás Romat (Azul, 6 maggio 1988) è un calciatore argentino, difensore del Santamarina.

## Caratteristiche tecniche
È un terzino destro.

## Carriera
È cresciuto nelle giovanili del Quilmes.